# Memento
Memento (también conocida como Amnesia) es una película estadounidense de suspense del año 2000, dirigida por Christopher Nolan y protagonizada por Guy Pearce, Carrie-Anne Moss y Joe Pantoliano. La película fue nominada al Globo de Oro al Mejor guion y a dos Óscar (por su guion original y montaje). 
El guion de Christopher Nolan está basado en un relato llamado Memento mori (en latín, «Recuerda que vas a morir»), escrito por su hermano Jonathan y publicado el año siguiente, en 2001. 
Una de las mayores peculiaridades de la película reside en su estructura. Hay dos líneas temporales:
- Línea temporal en color: Va hacia atrás, y es contada mediante constantes analepsis y prolepsis, mostrando según avanza la película las causas de lo ya visto, en vez de sus consecuencias.
- Línea temporal en blanco y negro: Progresa en orden normal, pero sus escenas son intercaladas en la historia.

Al llegar al final de la cinta, ambas líneas se unen y hay un giro de guion dramático.

## Trasfondo
Los temas principales de la película son la naturaleza de la memoria, la identidad, el tiempo, el recuerdo inconexo, la realidad, la manipulación y la venganza.

## Argumento

### Premisa
Memento sigue la historia de Leonard, un hombre que tras un golpe sufre un trauma cerebral que le causa amnesia anterógrada. Leonard es incapaz de almacenar nuevos recuerdos, por lo que olvida lo que estaba haciendo después de unos minutos; sin embargo, posee memoria sensorial y recuerda cómo realizar acciones cotidianas. Para «recordar» los sucesos de su vida diaria, crea un elaborado sistema usando fotos instantáneas para tener un registro de la gente con la cual se relaciona, dónde se hospeda y otros elementos básicos para el desarrollo de su vida. Además de las fotografías, toma notas y se tatúa pistas del asesino de su esposa, a veces algo ambiguas. Leonard busca vengarse del hombre que violó y asesinó a su mujer, y que le provocó su enfermedad, a la vez que se siente culpable por no haber creído en Sammy Jankis otro personaje que sufrió su mismo problema.

Esquema que muestra la estructura de la película.

### Sammy Jankis
Cronológicamente la historia empieza con Leonard en un cuarto de motel. Mantiene una conversación telefónica con un interlocutor desconocido a quien cuenta la historia de Sammy Jankis. Leonard era un investigador de fraude de seguros y uno de sus casos era el de un hombre llamado Sammy Jankis que, después de un accidente de tráfico, comenzó a sufrir amnesia anterógrada. Leonard investigó el caso de Jankis y determinó que su enfermedad no era física, sino psicológica, y por tanto exenta de cualquier cobertura de seguro.
Según Leonard, la esposa diabética de Jankis también creyó que la enfermedad de su marido era psicológica y que podría ayudarle a librarse de ella. La señora Jankis cada vez se fue exasperando más con la conducta de su marido hasta que decidió tomar una decisión drástica, le pidió repetidas veces que le suministrara su inyección de insulina, esperando que él fuera capaz de superar su enfermedad y recordarla, y si no, básicamente recurriría al suicidio asistido. Sammy, incapaz de recordar sus actos después de pasados unos pocos minutos, continuó pinchando a su mujer, suponiendo tranquilamente que era la «hora de la inyección». La mujer entró en coma y murió de hipoglucemia severa y Sammy no podía entender qué le había pasado a su mujer, desesperándose cuando esta se desmaya.

### Amnesia de Leonard
Según la historia de Leonard al teléfono, una noche, un violador entró en casa de Leonard, violó a su esposa y luego la asesinó. Leonard despertó y luchó contra el hombre enmascarado. Entretanto otro asaltante lo tomó por sorpresa. Un golpe en la cabeza le provocó amnesia anterógrada, quedando claro que su enfermedad es neuropsicológica a consecuencia del golpe. O sea, la causa de sus problemas de conducta, por la pérdida de la memoria de recuerdos nuevos, es resultado de que el golpe afectó al cerebro, en específico, el lóbulo temporal.

### Teddy
Poco tiempo después, Leonard, supuestamente, conoció a Teddy, quien según sus propias palabras fue asignado para investigar la muerte de la esposa de Leonard. También según Teddy, él y Leonard formaron equipo para encontrar al asesino de su esposa, un hombre llamado John G.
Pasa una cantidad de tiempo indeterminada y Teddy encuentra a Leonard en el motel donde está alojado. Los dos van a un almacén abandonado en donde Leonard asesina a un hombre llamado Jimmy Grants pensando que es el asesino y violador de su esposa, para luego apoderarse de la ropa y el coche de Jimmy. 
Durante un diálogo con Teddy, Leonard descubre que ha sido manipulado para matar a un hombre que Teddy quería muerto. En este momento Teddy revela que Leonard es el verdadero asesino de su esposa vía sobredosis de insulina. Según el relato de Teddy, Sammy era en realidad un farsante que no tenía esposa. Además añade que la esposa de Leonard sobrevivió a la violación, que era ella la que necesitaba las inyecciones de insulina y que fue Leonard el que involuntariamente mató a su esposa. Según Teddy, Leonard ya había matado al verdadero John G y al segundo asaltante.
Teddy afirma que inicialmente sintió pena por Leonard y le permitió consumar la venganza sobre el hombre que violó a su esposa, pero que no lo recordaba, algo que desconcertó a Teddy, el cual ayudó a Leonard a buscar al segundo asaltante, James G. Tras la segunda vez Teddy le hizo una foto a Leonard para que este recordara haber cumplido su objetivo, pero este lo volvió a olvidar, posteriormente Leonard desechó partes del informe que Teddy había preparado para crear un rompecabezas imposible de resolver y darle un objetivo a su vida. Teddy le cuenta que durante más de un año ha estado compaginando su trabajo de policía con la búsqueda de venganza de Lenny, de esta manera Teddy sacaba criminales de las calles mientras Lenny se vengaba, algo fácil, ya que John G o James G es un nombre muy común, Teddy reveló que hasta él mismo es un John G, su verdadero nombre es John Edward Gammel.
Antes de que Leonard pueda olvidar lo que Teddy acaba de revelarle (es decir, que ya ha matado al asesino de su esposa), escribe "No creas sus mentiras" en la foto Polaroid de Teddy; tanto si Teddy está mintiendo como si no, Leonard decide no escucharlo. Leonard se siente utilizado, y planea que Teddy sea su próximo John G, creando pruebas que lo inculpen en sus notas y tatuajes. Quiere vengarse de Teddy por haber sido utilizado por él para conseguir dinero de Jimmy, el traficante de drogas.
Esta revelación destaca la crucial ambigüedad de la película: O Leonard está mintiéndose a sí mismo todo el tiempo, inventándose a Jankis y su amnesia para esconder una horrible verdad, o bien es Teddy el que está mintiendo a Leonard. De todas formas Nolan ha declarado que «Hay una verdad y que un visionado atento puede revelarla».
Según algunas pistas a lo largo de toda la película que implican que Teddy ha estado haciendo de guía en las búsquedas de venganza de Leonard para minimizar los daños, y que sin él para mantenerle bajo control, Leonard podría matar a cualquier James G o John G solo para darle sentido a su vida. 
Respecto a sobre si lo que dice Teddy es cierto o no, hay un instante en la película (en 01h:30min:02seg), cuando Leonard está contando cómo murió la mujer de Sammy, en que dice que este fingía haberlo reconocido, y luego se muestra una escena en el que se ve a Sammy internado, y justo tras pasar un médico entre él y la cámara, aparece en su lugar Leonard, siendo este el que está internado, lo cual puede servir para determinar que Teddy dice la verdad, y la historia que se cuenta de Sammy es la verdadera historia de Leonard. También hay una escena en la que la mujer está peinándose y él la pellizca, pero en otro momento de la película se ve que, en realidad, lo que hizo fue inyectarle la insulina. Además cerca del final de la película se ve una imagen de la mujer acariciando el corazón de Leonard donde hay un tatuaje que dice "Lo he hecho", que posteriormente desaparece, y también tiene el otro tatuaje que pone que su mujer fue torturada y violada por John G.
Leonard decide finalmente matar a Teddy (su siguiente nota es tatuarse la matrícula de "John G." que es en realidad la matrícula de Teddy en su cuerpo). Leonard concluye que todo el mundo se engaña y que la única diferencia es que él está (momentáneamente) enterado de su autoengaño. Cuando llega a la tienda de tatuajes ya lo ha olvidado todo, lee la nota y entra a hacerse un nuevo tatuaje. (Ese es el final de la película, pero la historia en orden cronológico continúa).

### Natalie
Más adelante Leonard se guía erróneamente por una nota de la novia de Jimmy Grant, Natalie. Él va al bar donde ella trabaja y le habla acerca de su enfermedad. Una vez que ella comprueba que no está mintiendo inicia un plan para hacer que Leonard se deshaga de un hombre llamado Dodd.
Leonard es engañado para perseguir a Dodd; sin embargo Dodd lo encuentra primero, creyendo que Leonard tiene el dinero de Jimmy Grants, quien es a su vez el novio de Natalie. En cierto momento de la persecución Leonard se olvida de que Dodd está intentando matarle y después de ser disparado, otra vez, corre hacia la habitación del motel de Dodd, espera que llegue, y allí lo noquea. Luego llama a Teddy y deciden poner a Dodd en un coche, en el cual aparentemente sale de la ciudad.
Cuando Natalie escucha que se ha encargado de Dodd, pide a un amigo que descubra a quién pertenece la matrícula que lleva tatuada. Leonard descubre que es la matrícula del coche de Teddy. El verdadero nombre de Teddy es John Edward Gammel (como John G). Leonard lleva a Teddy al almacén abandonado en donde había matado a Jimmy Grants hacía pocos días, coge una pistola, le dispara y toma una fotografía de su cadáver.

## Personajes principales
- Guy Pearce como Leonard Shelby, el personaje principal. Después del asesinato y violación de su esposa sufre de amnesia anterógrada. Usa notas, fotografías y tatuajes para sustituir la memoria que le falta. Registra pistas para encontrar al asesino de su mujer porque espera obtener venganza. Sin embargo, la película también plantea la posibilidad de que ya lo ha hecho, pero sin poder recordarlo. Llega incluso a destruir la posible evidencia. Cualquier hecho anterior a la escena inicial de la habitación de motel, la investigación de Sammy Jankis y la violación y asesinato de su mujer, son conocidos por el público sólo mediante la narración del propio Leonard. Es un ejemplo clásico de narrador no fiable.
- Carrie-Anne Moss como Natalie, amiga de Leonard a quien manipula para librarse de Dodd, un hombre que pretende recuperar una gran cantidad de dinero, sin quedar esclarecido sobre quién él creerá que ha de recaer la responsabilidad. Su relación con Leonard es sin embargo la más compleja de la película. En cualquier caso, después de que Leonard le ayude a librarse de Dodd, ella le ayuda a encontrar al hombre que Leonard piensa que mató a su esposa. Es aquí donde la película usa una estratagema hacia los espectadores, ya que al igual que Leonard no puede recordar los acontecimientos recientes, pero puede recordar cosas que han ocurrido en un pasado más lejano, los espectadores tienden a recordar a Natalie en su aspecto más maligno y manipulador (puesto que estas escenas son mostradas más tarde en la película, pero temprano en el orden cronológico de su relación con Leonard), mientras que los recuerdos de su simpatía y ayuda final tienden a desdibujarse de la memoria del público.
- Joe Pantoliano como Teddy. A través de la película, las acciones de Teddy ponen en entredicho su credibilidad. Aunque actúa como si fuera amigo de Leonard, utiliza su enfermedad en su provecho. A pesar de que nunca intenta lastimar a Leonard físicamente, utiliza muchos trucos psicológicos para manipularlo. Afirma haber ayudado inicialmente a Leonard a perseguir al verdadero responsable. Posteriormente, Leonard decidió quemar la foto Polaroid donde se muestra este hecho.

## Personajes secundarios
- Sammy Jankis. Sammy es interpretado por Stephen Tobolowsky. Antes del accidente Sammy era uno de los clientes de la compañía de seguros en la que trabajaba Leonard y sufría de amnesia anterógrada. Leonard concluyó, de manera errónea, que la enfermedad de Sammy era exclusivamente de índole psicológica de demencia mental y no podía ser cubierta por el seguro al no ser provocada físicamente. La enfermedad de Sammy y la negativa de su esposa a creer en ella le causan la muerte. La revelación de Teddy al final de la película cuestiona la validez de los recuerdos de Leonard con respecto a la muerte de la esposa de Sammy, o incluso sobre si realmente Sammy tenía una esposa o incluso una amnesia. Sammy Jankis sería un personaje real, pero Leonard no se da cuenta de que cuando habla de él en realidad está proyectando su propia historia en Sammy. En un fragmento de la película donde Sammy está sentado en una asilo psiquiátrico, un hombre pasa por delante de él y apenas ha pasado se puede ver a Leonard sentado allí en lugar de Sammy durante apenas un segundo.
- Sra. Jankis. El personaje de la Sra. Jankis está interpretado por Harriet Sansom Harris. La esposa de Jankis muere de una sobredosis de insulina después de manipular a su marido para que le administre varias veces su inyección. Pudo hacer esto esperando que su marido se recobrara de su enfermedad o quizá porque estaba poco dispuesta a vivir con la nueva condición de su marido. Sin embargo, Teddy revela, al parecer verazmente, que Sammy no tenía esposa y que en todo caso los recuerdos de Leonard con respecto a la Sra. Jankis hacen referencia a su propia esposa. La película nunca especifica claramente cuál es la realidad.
- Burt. Es interpretado por Mark Boone Junior. Es un empleado del motel donde Leonard permanece la mayor parte de la película. Parece imparcial y carece de motivos para manipular a Leonard. Es muy sociable y gusta de entablar conversación con Leonard, pero en varias ocasiones le hace repetir la explicación de su falta de memoria aunque termina pidiendo disculpas. Este personaje no ofrece mucha información y se podría pensar que en todo momento es honesto, pero al final de la película, Teddy le dice a Leonard que fue él quien llamó a Jimmy cuando vio a Leonard sacar una foto del Discount Inn, ya que Jimmy le dijo que le avisara si veía a alguien metiéndose en sus asuntos de droga, los cuales llevaba a cabo en ese hotel. En cierto momento que Leonard le agradece su sinceridad, Burt agrega "de todas formas no vas a recordarlo" y el propio Leonard le dice que él "lleva la sinceridad demasiado lejos". Sin embargo, al menos dice una mentira o verdad a medias. Leonard abandona el hotel y se marcha al encuentro de Jimmy para matarle, luego es persuadido por Teddy y se aloja nuevamente en el mismo hotel. En esta segunda ocasión Burt le alquila una habitación en el tercer piso para alojarle, ya que el negocio no anda bien y la condición de Leonard se le hace raro. Luego ocurre que Leonard llega al hotel sin llaves y Burt lo conduce a la habitación que primeramente le había rentado (en el primer piso), es en ese momento que Leonard pregunta a Burt en cuántas habitaciones ha estado alquilado y este responde que "dos... hasta ahora". Sin embargo cuando Leonard pregunta cuánto tiempo lleva alquilado le dice "un par de días" que es realmente el tiempo que lleva alquilado en el tercer piso, de modo que no le dijo cuánto tiempo en total llevaba alquilado en el hotel.
- Dodd. Callum Keith Rennie interpreta a Dodd. Natalie manipula a Leonard para librarse de Dodd. Lo logra convenciéndole de que Dodd le ha pegado. Mientras Leonard está conduciendo el coche de Jimmy, Dodd reconoce el coche e inicia una persecución. Leonard se escapa y le tiende una emboscada, lo cual da lugar a que Dodd sea forzado a salir de la ciudad apuntado con su propio arma. La razón que mueve a Dodd a perseguir a quien posea el coche de Jimmy es que él le dio a Jimmy mucho dinero para una supuesta compra de drogas con Teddy. Como el negocio nunca se llevó a cabo y Jimmy nunca más apareció, Dodd no tiene a quién asediar que no sea Leonard vestido con la ropa de Jimmy.
- Jimmy. Jimmy es el novio traficante de Natalie, interpretado por Laurence H. Holden. Leonard es manipulado por Teddy para matar a Jimmy sobre el centro cronológico de la película. Es la fotografía de Jimmy muerto la que une las escenas en blanco y negro de la película (las que se mueven hacia delante) con las escenas en color (que se mueven hacia atrás).
- Catherine Shelby. Catherine Shelby es la esposa de Leonard, aunque su nombre nunca se dice en pantalla. Es interpretada por Jorja Fox. Su papel en la película es mínimo, pero fundamental para la historia y críticamente fue bien recibido.

## Críticas
El sitio web especializado Rotten Tomatoes le otorgó a la película un 92% de aprobación por parte de los críticos, basado en 154 comentarios. En el sitio web Metacritic posee un 80% de aprobación, basado en 34 comentarios.
El famoso crítico estadounidense Roger Ebert, del Chicago Sun Times, calificó al filme con tres estrellas sobre cuatro, y mencionó que no comprendía una de las cuestiones principales del argumento: 

Si la última cosa que Leonard recuerda es a su mujer muerta, entonces ¿cómo es que recuerda que ha perdido la memoria a corto plazo?

 Después de ver la película dos veces Ebert llegó a la conclusión de que eso estaba hecho para dejarnos en un estado de confusión. 
Este problema en particular no es demasiado difícil de contestar. Leonard pudo aprender por el proceso de condicionamiento, que significa básicamente aprender por repetición. El tatuaje "recuerda a Sammy Jankis" le serviría como un recordatorio de un caso similar en el que estuvo implicado antes del accidente. Sea mentira o no, la condición de Sammy ayuda a Leonard a "recordar" su enfermedad.
William Arnold, del Seattle Post-Intelligencer, dijo sobre la película: 

Es un delicioso banquete de una sola degustación.

 Arnold disfrutó de cómo la película hace que el espectador esté constantemente reexaminando la situación y tratando de enlazar mentalmente las distintas secuencias. También observó que los tatuajes que se hace Leonard para sustituir a su memoria podrían ser una metáfora del número de códigos y contraseñas que se espera que recordemos.
A. O. Scott, del New York Times, dijo: 

La película tiene el sabor del cine negro y la cronología inversa es un crucigrama existencial con el que Nolan convierte acontecimientos directos y motivos simples en las tiras de Möbius de la paradoja y la indeterminación.

Actualmente, la película aparece en la Internet Movie Database en el puesto 49 de la lista de las mejores 250 películas de todos los tiempos, elegidas por votación de los usuarios.

## Premios y nominaciones
- AFI Awards: AFI al guion del año (Christopher Nolan).
- Academy of Science Fiction Films: Mejor película de acción/aventura/thriller.
- Boston Society of Film Critics: Mejor guion (Christopher Nolan).
- Bram Stoker Awards: Mejor guion (Christopher y Jonathan Nolan).
- British Independent Film Awards: Mejor película extranjera independiente – Idioma inglés.
- Broadcast Film Critics Association: Mejor guion (Christopher Nolan).
- Casting Society of America: Mejor casting (John Papsidera).
- Chicago Film Critics Association: Mejor guion (Christopher Nolan).
- Dallas-Fort Worth Film Critics Association: Russell Smith Award (Christopher Nolan).
- Deauville Film Festival: Premio CinéLive (Christopher Nolan). Premio de la crítica (Christopher Nolan). Premio especial del jurado (Christopher Nolan).
- Edgar Allan Poe Awards: Mejor película (Christopher Nolan).
- Florida Film Critics Circle: Mejor guion (Christopher Nolan).
- Golden Trailer Awards: Mejor drama original
- Independent Spirit Awards: Mejor actriz de reparto (Carrie-Anne Moss). Mejor director (Christopher Nolan). Mejor guion (Christopher Nolan).
- Las Vegas Film Critics Society: Mejor película. Mejor actor (Guy Pearce). Mejor guion (Christopher Nolan). Mejor montaje (Dody Dorn).
- London Film Critics Circle: Guionista inglés del año (Christopher Nolan).
- Los Angeles Film Critics Association: Mejor guion (Christopher Nolan).
- MTV Movie Awards: Mejor director novel (Christopher Nolan).
- Online Film Critics Society: Mejor película. Mejor Director (Christopher Nolan). Mejor guion adaptado (Christopher Nolan).
- Phoenix Film Critics Society: Mejor edición (Dody Dorn).
- San Diego Film Critics Society: Mejor actor (Guy Pearce).
- Southeastern Film Critics Association: Mejor película. Mejor guion original (Christopher Nolan).
- Sundance Film Festival: Waldo Salt Screenwriting Award (Christopher y Jonathan Nolan).
- Toronto Film Critics Association: Mejor película. Mejor guion (Christopher Nolan).
- Vancouver Film Critics Circle: Mejor película.

### Nominaciones
- Globo de Oro al Mejor guion
- Premios Óscar al Mejor guion original y Mejor montaje.